# Stenodera
Stenodera is een geslacht van kevers uit de familie oliekevers (Meloidae).
Het geslacht is voor het eerst wetenschappelijk beschreven in 1818 door Eschscholtz.

## Soorten
Het geslacht omvat de volgende soorten:
- Stenodera anatolica (Frivaldszky, 1884)
- Stenodera caucasica (Pallas, 1781)
- Stenodera coeruleiceps (Fairmaire, 1892)
- Stenodera djaKônovi Aksentjev, 1978
- Stenodera foveicollis (Fairmaire, 1897)
- Stenodera oculifera (Abeille de Perrin, 1880)
- Stenodera palestine Maran, 1942
- Stenodera puncticollis (Chevrolat, 1834)